# Benedetto Cappelletti
Benedetto Cappelletti (ur. 2 listopada 1764 w Rieti, zm. 15 maja 1834 tamże) – włoski kardynał.

## Życiorys
Urodził się 2 listopada 1764 roku w Rieti, jako syn Muzia Cappellettiego i Cateriny Colelli. W młodości został referendarzem Trybunału Obojga Sygnatur i protonotariuszem apostolskim. 30 września 1831 roku został kreowany kardynałem in pectore. Jego nominacja na kardynała prezbitera została ogłoszona na konsystorzu 2 lipca 1832 roku i nadano mu kościół tytularny San Clemente. 29 lipca 1833 roku został biskupem Rieti, a 15 sierpnia przyjął sakrę. Zmarł 15 maja 1834 roku w Rieti.